# Volvo XC Coupé
Volvo XC Coupé – samochód koncepcyjny marki Volvo Car Corporation, którego prezentacja odbyła się podczas targów motoryzacyjnych w Detroit w styczniu 2014 roku. Auto jest trzydrzwiowym SUVem będącym coupé jedynie w nazwie. Jest to zapowiedź drugiej generacji modelu XC90.

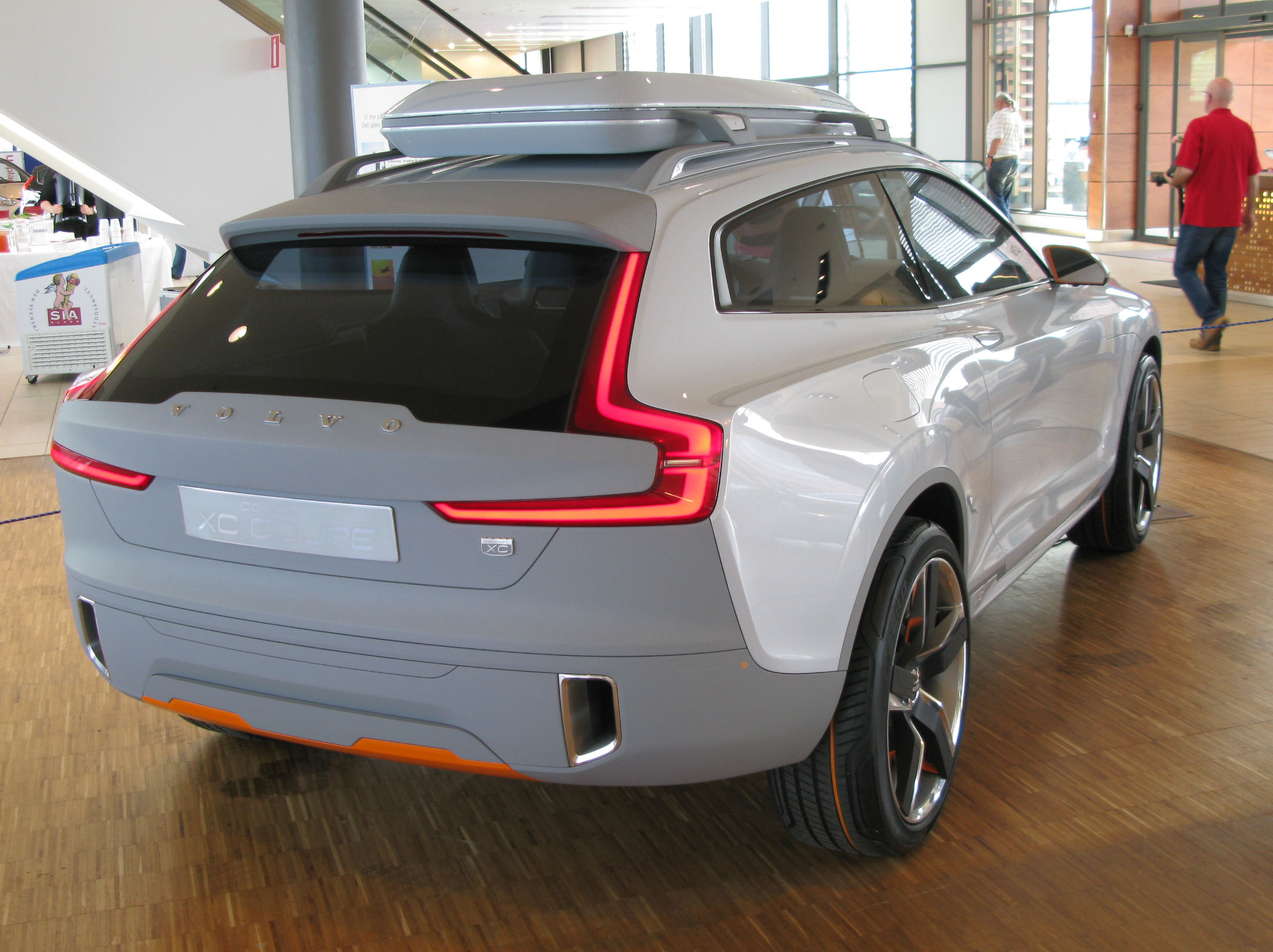
Tył XC Coupé

Pojazd wyglądem nawiązuje do zaprezentowanego podczas targów motoryzacyjnych we Frankfurcie w 2013 roku Volvo Concept Coupé. Auto podobnie jak Concept Coupé zostało zbudowane na płycie podłogowej SPA (Scalable Product Architecture), z której jako pierwsza korzystać ma druga generacja Volvo XC90.

## Stylistyka
Cechą charakterystyczną pojazdu jest agresywny przód ze światłami do jazdy dziennej wykonanymi w technologii LED w kształcie położonej litery "T" podobnie jak w modelu Concept Coupé. Tylne lampy ciągną się przez całą długość bocznej strony tylnej szyby, podkreślając kształt nadkola i wcinając się w tylną szybę (kształt bumerangu). W tylnym zderzaku umieszczono dwie końcówki układu wydechowego. Auto posiada wysoko nakreśloną linię dachu z szerokimi nadkolami w których umieszczono 21-calowe koła.